# Ben 10: Omniverse
Ben 10: Omniverse es una serie animada de televisión de superhéroes y comedia estadounidense transmitido por Cartoon Network. Esta es la cuarta serie derivada de la franquicia Ben 10 y secuela directa de Ben 10: Supremacía Alienígena. Es creado y producido por Man of Action (grupo formado por Duncan Rouleau, Joe Casey, Joe Kelly y Steven T. Seagle).  
La serie fue anunciada en el Upfront de Cartoon Network en 2011. El arte conceptual, que se describe como un homenaje a la serie original de Ben 10, diseñado por Derrick J. Wyatt (Transformers Animated y Scooby-Doo! Mystery Incorporated) fue presentado por primera vez en la Feria del Juguete de 2012 del Reino Unido.
La serie tuvo un preestreno el 1 de agosto de 2012, mientras el estrenó fue el 22 de septiembre. En Latinoamérica se pre-estrenaría el 24 de septiembre, posteriormente estrenaría el 1 de octubre.

## Sinopsis
En esta nueva serie derivada de Ben 10 (también conocido como Ben Tennyson), se reunirán los universos de las dos series anteriores (Fuerza Alienígena y Supremacía Alienígena), más el de la serie original, así de esta forma se presentará una serie en que se mostrarán dos realidades sucesivas; por un lado, la del Ben de 11 años, luchando contra viejos y nuevos villanos de su continuidad, agregándole nuevos elementos a la trama. Y, por otro, la continuidad que se llevaba en las series anteriores, de un Ben de 16 años ahora dotado del Omnitrix (un reloj con superpoderes), en la que se hacen cambios drásticos en la trama, ya que Kevin y Gwen deben ir a la Universidad, y este se quedará solo con su abuelo Max, aunque en el camino de la historia, se le presentará un nuevo compañero, Rook, un joven y experto plomero que se vuelve aliado de Ben, y un nuevo villano, el cazador intergaláctico Khyber.

## Personajes

### Héroes
- Ben Tennyson (11 y 16 Años): Es el mismo protagonista de la serie y de las anteriores de la franquicia. Ahora Ben está listo para ser un héroe solitario y tendrá muchas aventuras portando su nuevo Omnitrix después que su Ultimatrix/Súper Omnitrix es destruida por Azmuth, antes de poder ser un héroe solitario. Su abuelo Max le envió a un nuevo compañero profesional graduado de la academia de Los Plomeros, Rook Blonko, quien tendrá muchas aventuras como su nuevo socio.
- Rook Blonko (20 años): es el nuevo compañero líder de Ben y es parte de Los Plomeros. Es un Revonnahgander del planeta Revonnah, es graduado de la academia de Los Plomeros es un buen compañero y un profesional aunque le cuesta entender algunas expresiones de Ben.
- Gwen Tennyson (11 y 16 Años): Gwendolyn Catherine Tennyson, más conocida como Gwen o Gwen Tennyson, es uno de los personajes principales. Es la pelirroja prima inteligente de Ben, y una 1/2 Humana - 1/2 Anodita que práctica jiu-jitsu, Judo, Karate y magia. Se va a estudiar a una universidad en Ben 10 Omniverse y visita a Ben de vez en cuando.
- Kevin Levin (17 Años): Kevin Ethan Levin, más conocido como Kevin Levin o simplemente Kevin, anteriormente como Kevin 11, es un Humano-Osmosiano (por parte Paterna), un personaje principal en Ben 10, fue uno de los personajes más recurrentes de la primera serie y paso a personaje principal desde la segunda. A pesar de que comenzó como villano en la primera serie, se volvió uno de los héroes en la segunda.
- Skurd: Es un Babobiot, un parásito que se alimenta de ADN y es capaz de hacer crecer partes del cuerpo de su anfitrión en sí mismo. Se alió con Khyber para poder usar de forma segura el Nemetrix, pero lo traiciona cuando descubrió que el Omnitrix tenía muchas más muestras de ADN, puede crear toda clase de armas con el ADN de los aliens de Ben: en el episodio "Un nuevo amanecer" tuvo que separarse de Ben para vagar libre por el universo con el resto de su especie, "politizando" ADN que posteriormente crearían las demás especies.

### Aliados
- Max Tennyson (68 Años): Maxwell Tennyson, más conocido como Max o Max Tennyson o Abuelo (como lo llaman sus nietos), es el abuelo paterno de Ben, Gwen y Kenneth. Es un miembro semirretirado de la organización intergaláctica de Los plomeros. Tiene 68 años, con algo de sobrepeso y un poco lento a veces, pero con un agudo sentido de aventura y un extraño gusto en alimentos asquerosos (el único tema sobre el que Ben y Gwen nunca discuten). Max termina llevando a los chicos en un viaje de vacaciones de verano por los Estados Unidos en el que Ben encuentra el Omnitrix. Tan pronto como las clases terminan, Ben espera ir en un tradicional viaje de verano por carretera con Max. Para disgusto de Ben, descubre que su prima Gwen (a la que odia) se ha unido con ellos también. Max viaja en una casa rodante apodada el "Camper", que él ha modificado con tecnología avanzada. Aunque al principio quería ocultar lo que el camper poseía y su identidad como Fontanero.
- Sr. Bowman: El Sr. Bowman es un viejo amigo de Max Tennyson, conoce a Ben y Gwen desde que ellos tenían 12 años y también el dueño de un mercado de comida alienígena. En Omniverse su apariencia cambia adaptándose al estilo de animación nuevo, además de llevar puestas unas gafas y cambiar su ropa por un delantal y una corbata de moño púrpura y una camisa color crema con rayas rosadas.
- Pakmar: Pakmar es un alien desconocido que aparece por primera vez en el episodio Muchas cosas cambian, de Ben 10: Omniverse. Es un vendedor que aparece varias veces intentando realizar su trabajo, pero siempre termina siendo arruinado por Ben.
- Los Sábados Secretos: Héroes que actúan en secreto capturando Kriptidos, criaturas sobrenaturales que no tienen origen alieígena. Son personajes de otra serie con el mismo nombre y hacen su primera aparición en Gracias a dios son Los Sábados Secretos.
- Zed: El perro de Khyber y antiguo propietario de Nemetrix, es un Anubian Baskurr que pertenecía a Khyber. Al final de la segunda temporada se vuelve perro de Kevin.
- Ben 10.000: Es la versión adulta de Ben Tennyson en el futuro, con el Biomnitrix pueden convertirse en híbridos de sus aliens.
- Profesor Paradox: Era un científico que trabajaba en un campo militar en Los Soledad, donde desarrolló la primera teoría del viaje en el tiempo de la historia usando cristales de cuarzo. El experimento fracasa y el portal succiona al científico y lo envía fuera de la corriente del espacio-tiempo, quedando atrapado en la inexistencia durante 100.000 años. Durante un tiempo enloqueció pero luego se aburrió y se puso a estudiar su situación, obteniendo conocimiento absoluto del espacio-tiempo así como la habilidad de viajar en el tiempo con su Crono-Navegador, la manipulación del tiempo y la inmortalidad.
- Azmuth: Es un Galvan conocido por ser el creador del Omnitrix.
- Kai Green: Uno de los primeros intereses amorosos de Ben, Kai es la nieta de Wes Green, un amigo y exsocio Plomero de Max Tennyson. Actualmente es la pareja de Ben.
- Ben 23: Es la versión de Ben Tennyson en la Dimensión 23.

### Villanos
- Malware: Es el antagonista principal de la primera y segunda temporada junto con Khyber y el Dr. Psychobos. Él era un Mechamorpho Galvánico incompleto que absorbió y se sobrecargó de la energía del hélix, así se hizo más poderoso de los su raza ya que según él los Mechamorpho Galvánicos (la especie de Ultra-T) actualizan las máquinas, pero a él las máquinas lo actualizan. Cuando absorbe la "Super-arma" se vuelve más robusto, más grande y mucho más poderoso. Malware logra quitar a Feedback del Omnitrix y destrozar el alma de Ben (ya que Feedback era su alien favorito). En Confrontación: Parte II, Azmuth desbloquea a Feedback y Ben logra destruirlo absorbiendo a un hélix más poderoso que el original.
- Khyber, el Cazador: es un despiadado y astuto cazador intergaláctico. Ha cazado algunas de las más grandes presas del universo. Es el villano principal junto con Malware y el Dr. Psychobos, del Ben de 16 años, donde busca capturarlo bajo las órdenes de los ya mencionados. Más tarde regresa en la cuarta temporada siendo el villano principal de la misma temporada junto con Albedo.
- Dr. Psychobos: es un Cerebrocrustáceo (especie de Cerebrón), aliado con Malware y Khyber. Es el responsable del Nemetrix, una copia del Omnitrix, el cual le permite a la mascota de Khyber transformarse en los depredadores naturales de los alienígenas de Ben. Tiene una rivalidad con los Galvan, especialmente con Azmuth.
- Emperador Milleous: es el gobernador de los Incursianos y el villano principal de la tercera temporada junto a su hija, la Princesa Attea. En Las Ranas de la Guerra: Parte II, es traicionado por ella y queda encerrado en la prisión de los Plomeros.
- Incurseanos: (la especie de Bullgraf) Los Incurseanos son una raza extraterrestre anfibia conocida por viajar en el universo conquistando y destruyendo planetas con el objetivo de levantar un imperio así como por supuestamente no tener lo suficiente, eso los hace uno de los seres más terribles y detestables de todos. Son los villanos principales de la tercera temporada.
- Princesa Attea: es la hija del Emperador Milleous y la antagonista principal de la tercera temporada. En el final de temporada, traiciona a su padre y queda a cargo de la invasión y hace un pacto de paz con la Tierra.
- Albedo: era un asistente de Azmuth, pero al querer hacer una copia del Omnitrix, quedó atrapado en la forma humana de Ben. Es el antagonista principal de la cuarta temporada junto a Khyber, y ahora puede convertirse en su forma suprema.
- Vilgax: es el peor archienemigo de Ben. Aunque solo aparece en un episodio de la tercera temporada, es el principal antagonista junto a Eon en el final de la quinta temporada.
- Eon: es el villano de la película Ben 10: Carrera contra el Tiempo. Ahora regresa para eliminar a Ben del Universo junto a Vilgax. Siendo junto a él también el principal antagonista del final de la quinta temporada.
- El Terror: es el viejo enemigo de Ben en la serie original un malvado y peligroso ectonourita (especie de Fantasmatico). Es el principal antagonista de la quinta temporada la Saga Monstruos Galácticos  junto a Lord Transyl.
- Lord Transyl: es un vampiro alienígena el nombre de cuya especie es vladat (especie de Whampire) una raza extinta que proviene de Anur Transyl. Junto a El Terror, es el principal antagonista de la quinta temporada, Monstruos Galácticos.
- Las Raíces: es un grupo corrupto y secreto de los plomeros que realizan operaciones también secretas, son los principales antagonistas de la sexta temporada.
- Mad Ben: o también conocido como el Señor de la Guerra, es una versión malvada de Ben Tennyson que apareció por primera vez en los dos últimos capítulos de la quinta temporada, Monstruos Galácticos esos capítulos fueron El Principio del Último e Y al Final quedó Ben. Más tarde regresa en los dos capítulos finales de la séptima temporada El Mundo de Ben Está Loco Loco Loco Partes 1 y 2, siendo el antagonista principal de la misma temporada junto a Maltruant.
- Maltruant: es un malvado y peligroso Chronosapien (la especie de Clockwork) y el antagonista principal de las temporadas 7 y 8.

#### Depredadores de la mascota de Khyber
Son las formas alienígenas del Nemetrix usados por la mascota de Khyber, son los depredadores naturales de los aliens del Omnitrix.
- Crabdozer: Es una gran criatura escarabajo/rinoceronte de piedra. Es el Depredador de los Pyronites (La especie de Fuego).
- Buglizard: Es una criatura lagarto de cuatro ojos. Es la especie depredadora de los Lepidopterrans (la especie de Insectoide).
- Slamworm: Es un gigantesco y monstruoso gusano. Es el depredador que caza a los Talpaedan (La especie de Armadillo).
- Mucilator: Es una grotesca rana gigante. Es el depredador de los Orthopterran (la especie de Crashhopper).
- Terroranchula: Es una criatura en forma de araña plateada con poderes eléctricos. Este alien es el depredador de los Insectoid (la especie de Escarabola).
- Tyrannopede: Es una especie de dinosaurio que es el depredador natural de los Vaxasaurianos (la especie de Humongosaurio).
- Hypnotick: Es un gran insecto morado en forma de abeja y posee poderes hipnóticos. Es una especie del planeta Mykdl'dy que caza a los Necrofriggianos (La especie de Frío).
- Omnivoracious:  Es un ave alienígena bipeda, la cual es el depredador de los Galvans (La especie de Materia Gris).
- Vicetopus:  Es un descomunal pulpo rojo que es el depredador de los Cerebrocrustacean (Especie de Cerebrón)
- Panuncian: Es otra mascota de Khyber que a su vez tiene el Nemetrix, es el reemplazo de Zed, es una criatura parecida a un tigre dientes de sable que es el depredador natural de los Expicxen (La especie de Ditto).

##### Versiones Supremas
Gracias a la mejora que Albedo le puso al nemetrix el portador puede acceder a las formas supremas de los depredadores:
- Panuncian Supremo: Es la versión evolucionada de Panuncian.

## Alienígenas del omnitrix

### Iniciales
- Cuatrobrazos
- Lodestar (Estrella Polar en España)
- Mono Araña
- Cannonbolt (Rayo De Cañón en España)
- NRG (Combuster en España)
- Amenaza Acuática (Hidrolátigo en España)
- Tortutornado (Torbellino en España)
- Armadillo
- Shocksquatch
- Insectoide (Libélulo en España)
- Fuego (Inferno en España)
- Clockwork (Crono en España)
- Materia Gris
- Alien X
- Diamante (Diamantino en España)
- Eco Eco
- Rath (Airado en España)
- Piedra (Megacroma en España)
- XLR8
- Eatle (Glotón en España)
- Articguana
- Ampfibio (Electrofibio en España)
- Fuego Pantanoso (Fangoso en España)
- Bestia (Feral en España)
- Jury Rigg (Duendecillo en España)
- Nanomech
- Humungosaurio (Gigantosaurio en España)
- Frío (Gélido en España)
- Acuático (Fauces en España)
- Wildvine (Malayerba en España)
- Muy Grande (Gigante en España)
- Goop (Ameba en España)
- Cerebrón (Cerebro en España)
- Upchuck (Vomitón en España)
- Ditto
- Multi Ojos (Mil Ojos en España)
- Snare-Oh (Faratón en España)
- Frankentrueno (Frankenstrike en España)
- Batore (Chispazo en España)
- Ultra-T (Actualizador en España)
- Fantasmático (Espectral en España)
- Blitzwolfer
- Jetray (Turboraya en España)
- Fasttrack (Raudo en España)
- Camaleón (Mimetismo en España)
- Spitter (Hombre lapo en España)

### Nuevos
- Feedback
- Bloxx
- Gravattack
- Crashhopper
- Escarabola (Ball Weevil en España)
- Walkatrout
- Molestolvo (Pesky Dust en España)
- Mole-Stache (Mostacho en España)
- El Peor (Peor en España)
- Halcón (Kickin Hawk en España)
- Toepick (Hurga Pies en España)
- Astrodactyl
- Bullfrag
- Atomix
- Barrigobot (Gutrot en España)
- Whampire

## Episodios
| Arco de la Historia | Arco de la Historia          | Villano Principal                    | Episodios | Estados Unidos           | Estados Unidos          | Hispanoamérica           | Hispanoamérica           |
| Arco de la Historia | Arco de la Historia          | Villano Principal                    | Episodios | Inicio                   | Final                   | Inicio                   | Final                    |
| ------------------- | ---------------------------- | ------------------------------------ | --------- | ------------------------ | ----------------------- | ------------------------ | ------------------------ |
| 1                   | Un Nuevo Comienzo            | Khyber                               | 10        | 22 de septiembre de 2012 | 17 de noviembre de 2012 | 1 de octubre de 2012     | 18 de marzo de 2013      |
| 2                   | La Venganza de Malware       | Malware                              | 10        | 24 de noviembre de 2012  | 23 de marzo de 2013     | 26 de noviembre de 2012  | 16 de septiembre de 2013 |
| 3                   | Invasión Incursiana          | Los Incurseanos                      | 10        | 26 de enero de 2013      | 5 de octubre de 2013    | 25 de marzo de 2013      | 27 de octubre de 2013    |
| 4                   | El Duelo de los Dobles       | Albedo & Khyber                      | 10        | 6 de abril de 2013       | 7 de diciembre de 2013  | 30 de septiembre de 2013 | 9 de diciembre de 2013   |
| 5                   | Monstruos Galácticos         | Zs'Skayr, Lord Transyl, Vilgax & Eon | 10        | 15 de febrero de 2014    | 7 de octubre de 2014    | 4 de abril de 2014       | 27 de septiembre de 2014 |
| 6                   | La Saga de las Raíces        | Las Raíces                           | 10        | 12 de abril de 2014      | 17 de octubre de 2014   | 6 de junio de 2014       | 2 de noviembre de 2014   |
| 7                   | La Pesadilla Loca            | Mad Ben y Maltruant                  | 10        | 20 de octubre de 2014    | 31 de octubre de 2014   | 1 de marzo de 2015       | 16 de abril de 2015      |
| 8                   | Saga de la Guerra del Tiempo | Maltruant                            | 10        | 3 de noviembre de 2014   | 14 de noviembre de 2014 | 17 de abril de 2015      | 22 de septiembre de 2015 |

## Reparto
| Personaje             | Actor de voz (Estados Unidos )    | Actor de doblaje (Latinoamérica )                                                                                                  |
| --------------------- | --------------------------------- | --- |
| Ben Tennyson          | Yuri Lowenthal Tara Strong (niño) | Carlos Luyando Hernández Isabel Martiñón (niño)                                                                                    |
| Rook Blonko           | Bumper Robinson                   | Juan Antonio Edwards |
| Skurd                 | David Kaye                        | Miguel Ángel Ruiz |
| Gwen Tennyson         | Ashley Johnson                    | Elsa Covián (Temporada 1ª-4ª) Lupita Leal (Temporada 5ª-8ª)                                                                        |
| Kevin Levin           | Greg Cipes                        | Rafael Pacheco Luis Fernando Orozco (niño; temporada 4ª) Abraham Vega (niño; temporada 6ª)                                         |
| Max Tennyson          | Paul Eiding                       | José Luis Orozco |
| Blukic                | Paul Eiding                       | Herman López (Temporada 1ª-8ª) Ismael Castro (Temporada 5ª) Javier Olguín (Temporada 6ª)                                           |
| Driba                 | Eric Bauza                        | Alejandro Urbán (Temporada 1ª-4ª) Javier Olguín (Temporada 5ª) Bruno Coronel (Temporada 6ª)                                        |
| Magistrado Patelliday | Rob Paulsen                       | Andrés García (Temporada 1ª-4ª) Daniel Lacy (Temporada 5ª-6ª) Luis Leonardo Suárez (Temporada 6ª; Capítulos 60, 61, 62)            |
| Argit                 | Alexander Polinsky                | Eduardo Garza (Temporada 1ª-4ª) Bruno Coronel (Temporada 6ª-8ª)                                                                    |
| Attea                 | Tara Strong                       | Analiz Sánchez |
| Ester                 | Tara Platt                        | Alma de la Rosa |
| Azmuth                | Rene Auberjonois                  | Alejandro Villeli |
| Pakmar                | Tara Strong                       | Alejandro Urbán (Temporada 1ª) Carlos Hugo Hidalgo (Temporada 3ª) Rafael Pacheco (Temporada 5ª) Arturo Castañeda (Temporada 6ª-8ª) |
| Sr. Ignacius Baumann  | Corey Burton                      | Alejandro Villeli (Temporada 1ª) César Soto (Temporada 3ª) Herman López (Temporada 6ª) Pedro D'Aguillón Jr. (Temporada 7ª)         |
| Julie Yamamoto        | Vyvan Pham                        | Mayra Arellano |
| Kai Green             | Bettina Bush                      | Leyla Rangel |

El doblaje de la serie para América Latina tuvo un cambio de estudio, al igual que otras series como Hora de aventura, Un show más, El increíble mundo de gumball y MAD. Dichos programa se doblaban en Sensaciones Sónicas, pero estas pasan a ser realizadas desde finales de 2013 en SDI Media de México, debido a que Cartoon Network terminó su contrato con la empresa después de 18 años.

## Mercancía

### Línea de Juguetes
Una línea de juguetes fabricados por Bandai se mostró inicialmente en Ferias del Juguete de todo el mundo. Una posible fuga accidental de las imágenes oficiales de la línea fue lanzada en tiendas por departamento, en el sitio web de Kmart. Las cifras que fueron reveladas en las ferias de juguetes, tales como Bloxx, Shocksquatch, con el personaje de Ben Tennyson, una versión de 10-años de edad, de Ben, y Ben's sidekick Rook se incluyeron en el sitio web. El juguete, "Rook's Truck", ha ganado un premio a la Mejor figura/accesorio de Acción en el 2012 Toy Fair de Londres.

### Videojuegos
Vicious Cycle Studios desarrolla un videojuego del mismo nombre de la serie para Wii U, Wii, PlayStation 3, Xbox 360 y 1st Playable Productions para Nintendo 3DS y Nintendo DS. La acción beat' em up cuenta con 15 personajes jugables en DS y 3DS, y 16 personajes jugables en los otros sistemas. También incluye un juego cooperativo para dos jugadores. El juego sigue a Ben y Rook en una batalla para derrotar a un feroz villano, llamado Malware, que tiene planes malvados de destruir el mundo.
Omniverse también generó un segundo videojuego desarrollado por High Voltage Studios para Wii U, Wii, PlayStation 3 y Xbox 360 y por 1st Playable Productions para Nintendo 3DS. Este juego tiene lugar durante los eventos de las Ranas de Guerra, donde Ben debe luchar contra las incursiones para regresar a la Tierra.

## Curiosidades
- El capítulo 74 "Secreto de Dos Santos" fue censurado en Latinoamérica en un principio debido a que Ben y su transformación en Rath tenían acento y modismos mexicanos debido al capítulo en su versión Estadounidense por la controversia de como la cultura de EE.UU ve a los Latinos como solo Mexicanos, por ello no fue mostrado en Cartoon Network Latinoamérica, pero si fue mostrado por error en una maratón de Ben 10 onmiverse solo una vez en el año 2016.
- Los capítulos 49 "El principio del último" y 50 "Y al final quedó Ben" debían estar al final de la temporada No 5 pero se intercambiaron al principio de temporada No 6 con los capítulos 51 "Triángulo amoroso" y 52 "Colecciona esto" por un error de cruce de los openings.
- El señor Sr. Ignacius Baumann y la relación de Ben hace una parodia/cameo a la serie de Daniel el travieso por los constantes accidentes que Ben hace a Baumann tanto a su auto como sus pertenencias.
- El capítulo 21 "Gracias a Dios son los Sábados Secretos" aparecen los personajes de la serie los sábados secretos haciendo un crossover ya que su serie fue cancelada en 2010 y los creadores de Ben 10 onmiverse lo realizaron para darles al público un final.